# گالف استریم (فلوریدا)
گالف استریم (به انگلیسی: Gulf Stream) شهرکی در شهرستان پام بیچ ایالت فلوریدا است که در سال ۱۹۲۵ بنیان‌گذاری شده‌است. این شهرک طبق سرشماری سال ۲۰۱۰ میلادی، ۷۸۶ نفر جمعیت داشته و مساحت آن نیز ۲٫۲ کیلومتر مربع است.